# Boulevard des Frères-de-Goncourt
Le boulevard des Frères-de-Goncourt est une voie de Nantes, en région Pays de la Loire, France.

## Situation et accès
Le boulevard est situé à la limite des quartiers Hauts-Pavés - Saint-Félix et Breil - Barberie, constituant une partie des « boulevards de ceinture » nantais.
Long de 220 m, le boulevard part du croisement des boulevards Henry-Orrion et Gabriel-Lauriol à l'est pour déboucher au rond-point de Rennes.

## Origine du nom
Il rend hommage aux frères de Goncourt.

## Historique
Le boulevard fut construit dans les années 1870, afin de relier la commune de Doulon à celle de Chantenay. Sur les plans antérieurs à 1900, l'ensemble de ces artères était désigné sous le nom de « boulevard de ceinture ».
A l'origine, cette artère constituait la partie occidentale du « boulevard Saint-Félix » baptisé ainsi le 14 mars 1889, dénomination qui s'étendait alors jusqu'à l'actuel boulevard Eugène-Orieux.
Son nom actuel lui a été attribué par délibération du conseil municipal du 30 novembre 1936. 

## Voies secondaires adjacentes

### Avenue de l'Étoile
Localisation : 47° 14′ 04″ N, 1° 33′ 54″ O
Cette voie en impasse est privée, donc l'accès est contrôlé par une barrière amovible, et débouche sur le côté nord du boulevard.

### Avenue des Rodières
Localisation : 47° 14′ 02″ N, 1° 33′ 55″ O
Cette voie en impasse est en réalité un chemin dont l'accès est fermé par une grille ; elle débouche sur le côté nord du boulevard.